# Gersten Pavilion
Il Gersten Pavilion è un'arena coperta polivalente situata a Los Angeles, in California.

## Storia
Il Gersten Pavilion, progettato dall'architetto John Aleksich, è stato inaugurato il 4 febbraio 1981 e costituisce il nucleo del complesso sportivo nel campus della Loyola Marymount University. Prende il nome da Albert Gersten dopo che la famiglia Gersten è stata il più grande finanziatore individuale del progetto. La struttura ospita le squadre dell'università, i Loyola Marymount Lions di pallacanestro maschile e femminile e i Loyola Marymount University Women's Volleyball di pallavolo femminile. Ha ospitato le gare di sollevamento pesi delle Olimpiadi di Los Angeles nel 1984, valevoli anche come campionati mondiali, con la capienza portata per l'occasione a 4.156 posti a sedere. Nel periodo precedente alle Olimpiadi estive, si svolsero i Classici di ginnastica sponsorizzati da McDonald's, in cui gareggiarono i migliori ginnasti dell'Unione Sovietica e degli Stati Uniti.
Il Gersten Pavilion è stato anche centro di allenamento per le squadre NBA dei Los Angeles Lakers e i Los Angeles Clippers e dei Los Angeles Sparks della WNBA.
Il Gersten Pavilion ha 3.900 posti a sedere, si estende su un totale di 63.000 mq e oltre all'area giochi offre anche sale mediche e di formazione. L'architettura è funzionale e caratterizzata da colonne tonde agli angoli dell'edificio. Nel 2000 è stato installato un Video wall moderno e nel 2001 un'illuminazione più efficiente dal punto di vista energetico. Cinque anni dopo il parquet della sala venne completamente rinnovato.

## La tragedia di Hank Gathers
Il 4 marzo 1990, Eric "Hank" Gathers, 23enne giocatore di basket dei Loyola Marymount Lions, subì un collasso circolatorio durante una partita di torneo di basket maschile della West Coast Conference della NCAA contro Portland dopo aver eseguito una schiacciata morendo a causa di una cardiomiopatia.
In memoria di Gathers, il torneo venne prontamente sospeso, la maglia n. 44 venne ritirata e la sala venne soprannominata "Hank's House". Prima di ogni partita di pallacanestro maschile, il pubblico pronuncia in suo onore la frase "This is the Hank's House". La struttura ha ospitato anche il torneo WCC nel 1997.